# Amphisbaena sanctaeritae
Amphisbaena sanctaeritae este o specie de reptile din genul Amphisbaena, familia Amphisbaenidae, ordinul Squamata, descrisă de Vanzolini 1994. Conform Catalogue of Life specia Amphisbaena sanctaeritae nu are subspecii cunoscute.